# Heinrich Ludwig von Kommerstaedt

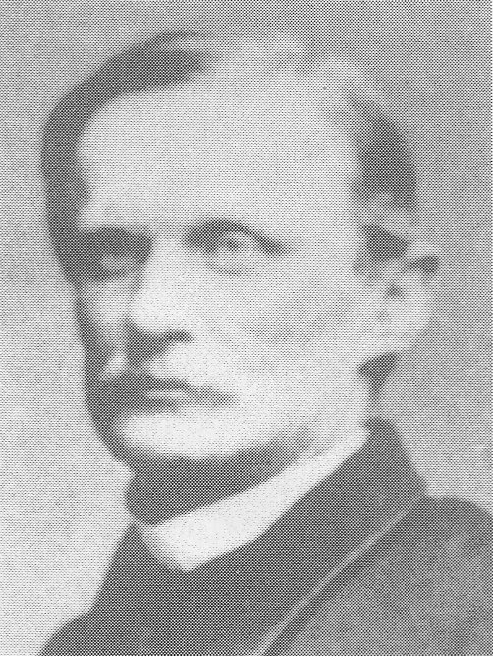
Heinrich Ludwig von Kommerstaedt

Heinrich Ludwig von Kommerstaedt, auch von Kommerstädt, (* 3. Mai 1824 in Schönfeld, Reuß ältere Linie; † 23. Februar 1877 ebenda) war ein Gutsbesitzer und Reichstagsabgeordneter.

## Leben
Heinrich Ludwig von Kommerstaedt war der Sohn des königlich-sächsischen Majors und Rittergutsbesitzers Heinrich Leberecht Wilhelm von Kommerstaedt und der Amalie Louise Saher von Saho. Er war evangelisch-lutherischer Konfession und heiratete am 22. August 1849 Charlotte Gräfin von Münster (* 22. August 1824 in Osnabrück; † 14. Juni 1890 in Schönfeld), die Tochter von Ludwig zu Münster.
Kommerstaedt besuchte 1837 bis 1843 die Fürstenschule Grimma. Da er beim Tod seines Vaters am 4. Juli 1842 noch nicht volljährig war, wurde der sächsische Kammerherr Karl von Metzsch auf Friesen und Reichenbach Vormund. 1843 bis 1847 studierte er Staats- und Rechtswissenschaften in Leipzig. 1848 bis 1849 war bei der Amtshauptmannschaft Zwickau angestellt.
Kommerstaedt wurde 1848 Erblehnsherr auf Schönfeld bei Greiz und bewirtschaftete seine beiden Rittergüter Ober- und Unterschönfeld. Am 20. April 1867 wurde er zum Legationsrat ernannt.

## Politik
1850 bis 1867 war er Mitglied des Feudallandtags und der ständischen Deputation in Reuß ältere Linie. 1867 bis 1876 war er Mitglied im Greizer Landtag. Er gehörte der Deutschkonservativen Partei an.
Von 1871 bis 1874 war er fraktionsloses Mitglied des Deutschen Reichstags für den Wahlkreis Fürstentum Reuß ältere Linie.